# Insurrection de juin 1953 en Allemagne de l'Est
Guerre froide
L’insurrection en Allemagne de l'Est est un soulèvement populaire qui éclate à Berlin-Est et dans le reste de la République démocratique allemande (RDA) le 16 juin 1953, et se prolonge les jours et semaines suivants. Le motif immédiat en est le refus de la hausse des cadences de travail sans augmentation de salaire.
L’insurrection, la première de grande ampleur dans le bloc soviétique, s’est terminée par la complète déroute des manifestants et une sévère répression au sein de la société est-allemande.
L’échec de ce que les autorités est-allemandes appellent une « tentative de putsch, soutenue par des agents occidentaux, en vue de modifier le régime en République démocratique allemande » a contribué à fixer la partition de Berlin et de l’Allemagne et à stabiliser l’impopulaire,, gouvernement de la RDA.

## Situation de la RDA
Pour un article plus général, voir Histoire de la RDA.
La situation de la République démocratique allemande est difficile dès sa proclamation le 7 octobre 1949. Outre la fuite de nombreux citoyens à l’ouest, ses objectifs économiques sont loin d’être atteints, la balance de son commerce extérieur avec les « pays frères » du bloc de l’Est est totalement déséquilibrée et le soutien soviétique à ses dirigeants n’est plus unanime.
En juillet 1952, les dirigeants du pays annoncent l’entrée de la RDA dans la phase de « construction du socialisme ». Les vexations à l’encontre des Églises et des intellectuels se renforcent ; l'activité économique est orientée vers l'industrie lourde, accompagnée de la liquidation des activités économiques indépendantes de l’État et de la collectivisation des terres.
Avec l’accentuation de la guerre froide, la frontière est-allemande devient plus étanche, mais Berlin reste un lieu de libre passage. En janvier 1953, Walter Ulbricht obtient de Staline un accord de principe pour un déploiement policier purement est-allemand à Berlin en vue de mieux contrôler la frontière. Les 10 et 11 janvier, les Soviétiques ferment certains points de passage à Berlin. Au début février, ils imposent des restrictions de circulation.
Après la mort de Staline, le 5 mars 1953, Lavrenti Beria, chef du MVD (ministère des Affaires intérieures), la police politique soviétique, annonce l'amnistie d'un million de prisonniers soviétiques. L’attitude du pouvoir soviétique devient ambiguë et contradictoire. Le soutien à la RDA est confirmé du bout des lèvres, mais les critiques sont sévères. Beria figure parmi les plus virulents : l’URSS menace de couper son soutien au gouvernement est-allemand et certains prônent la libéralisation plutôt que le durcissement du régime réclamé par Ulbricht.
Durant le 13e plénum du comité central du SED, les 12 et 13 mai 1953, Ulbricht évince son vieil adversaire Franz Dahlem de la direction du parti pour « aveuglement politique envers l’activité d’agents impérialistes » et décrète l'augmentation de 10 % des normes de travail ce qui revenait à baisser les salaires d'autant.
Au début juin, Ulbricht d’abord, puis le bureau politique du SED subissent d’importantes pressions de la part des autorités politiques en vue de la libéralisation du régime. Le 11 juin 1953, le bureau politique reconnaît publiquement qu’« une série d’erreurs a été commise dans le passé », mais sans rien dire de l’augmentation des cadences de travail. Des rumeurs circulent en RDA selon lesquelles le chef du SED aurait été violemment critiqué par les autorités soviétiques. Il se murmure aussi que l’impopulaire Ulbricht pourrait être évincé.
Au même moment éclatent plusieurs émeutes ouvrières en Tchécoslovaquie (129 usines touchées, par exemple le 6 juin à Pilsen : occupation des usines d’armement Škoda). On brûle des portraits de Staline et de Klement Gottwald, on hisse le drapeau américain. Plusieurs centaines de personnes sont arrêtées.

## Déroulement

### Le 16 juin 1953
En RDA, les premières grèves contre l’augmentation des cadences de travail ont lieu le 11 juin 1953. À Berlin-Est, une manifestation éclate le 16 juin, à l'initiative des ouvriers du bâtiment qui travaillent sur la Stalinallee. Une quarantaine d’ouvriers maçons se dirigent vers le siège du gouvernement pour déposer une pétition qui réclame le retour aux anciennes normes et dénoncer l'augmentation des cadences de 10 % sans compensation. À l’arrivée, le cortège compte quelque 2 000 personnes,. Le soir, un communiqué informe que le gouvernement révisera la mesure. On menace d’organiser une grève générale pour le lendemain.
Le socialiste Ernst Scharnowski (de) lance sur RIAS-Berlin (Rundfunk im amerikanischen Sektor), un poste émettant depuis le secteur américain de Berlin-Ouest, des mots d’ordre de grève générale pour le lendemain, tout en réclamant également des élections libres à bulletin secret.

### Le 17 juin 1953

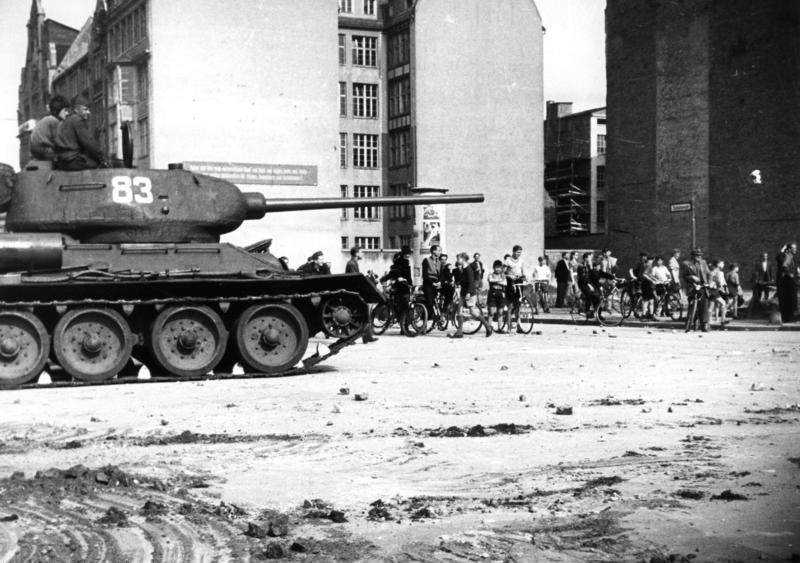
Char soviétique T-34/85 dans la Schützenstraße à Berlin.

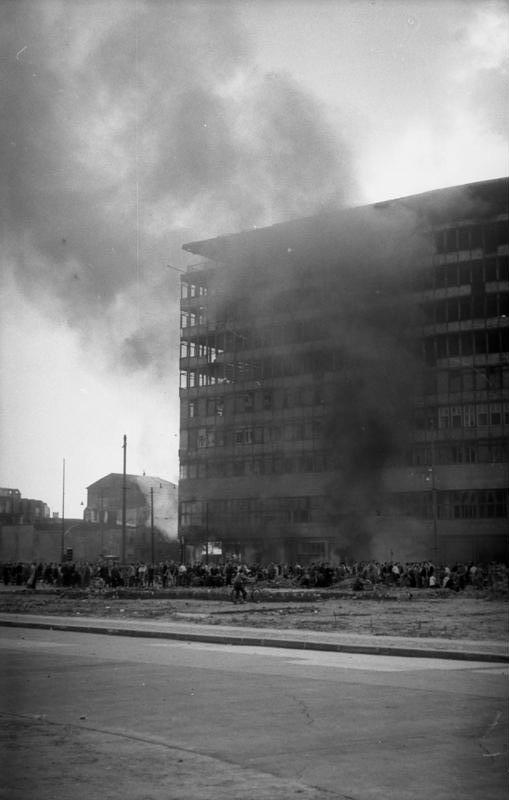
Incendie du Columbushaus, Potsdamer Platz.

Pendant la nuit, plusieurs entreprises se mettent en grève. Le 17 juin, l'agitation gagne très vite le reste du pays. Des centaines de milliers de personnes descendent dans les rues des principales villes (Leipzig, Magdebourg, Dresde, etc.) de la RDA. Une foule de 60 000 personnes attaque les locaux de la police, incendie les bâtiments de la Stasi, conspue les dirigeants, incendie les sièges des journaux et le Pavillon de l'amitié germano-soviétique de Leipzig, etc. Après l'incendie d'un bâtiment commercial (le Columbushaus) et l'implication d'ouvriers venus de Berlin-Ouest dans les émeutes, Walter Ulbricht décide de faire appel aux troupes soviétiques du futur Groupement des forces armées soviétiques en Allemagne pour organiser la répression contre un soulèvement aussitôt qualifié de « contre-révolutionnaire » et « commandité, selon les autorités est-allemandes, par les Occidentaux ».
À 13 heures, l’état de siège est proclamé. Le soulèvement est réprimé conjointement par les troupes d'occupation soviétiques et par la police est-allemande. L’intervention d’une colonne de chars et des forces de l’ordre se solde par la mort d'une cinquantaine de manifestants à Berlin-Est et de nombreux blessés, les soldats tirant alors à vue sur des citoyens désarmés.
Trois membres du SED et une quarantaine de soldats de l'Armée rouge sont tués dans les événements. Trois-mille personnes sont arrêtées par les Soviétiques et 13 000 sont emprisonnées par les autorités de la RDA,.

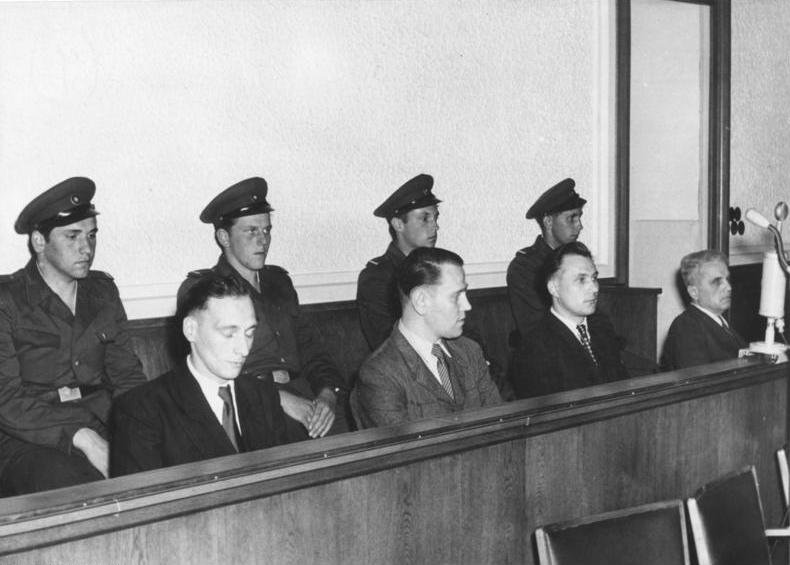
Procès contre des prévenus à la suite du soulèvement, qualifiés d'« agents d'organisations terroristes et d'espionnage », 11 juin 1954, deuxième jour d'audience devant la première chambre pénale de la Cour suprême de la RDA.

Le soulèvement ne provoqua aucune intervention de la part des Occidentaux. Dès le 17 juin 1953, le chancelier fédéral Konrad Adenauer donne le ton et invite « les hommes et les femmes qui aujourd’hui à Berlin demandent à être affranchis de l’oppression et de la misère… à ne pas se laisser entrainer par des provocateurs à des actes qui pourraient mettre en danger leur vie et leur liberté. Un véritable changement dans la vie des Allemands de la zone soviétique ne peut résulter que du rétablissement de l’unité allemande dans la liberté. ». Selon André Fontaine, « Les sujets d’Ulbricht sont ainsi prévenus ; il ne leur faut compter sur aucune intervention extérieure […] ».
Les désordres s'arrêtent à partir du 23 juin 1953 ; l’alerte passée, les autorités imposent la répression et procèdent à l'épuration du SED. Les autorités du SED mettent préventivement sur pied une milice composée de volontaires « fiables » et fidèles au régime, afin d'éviter à l'avenir de devoir recourir de nouveau aux services de l'armée soviétique.

## Conséquences

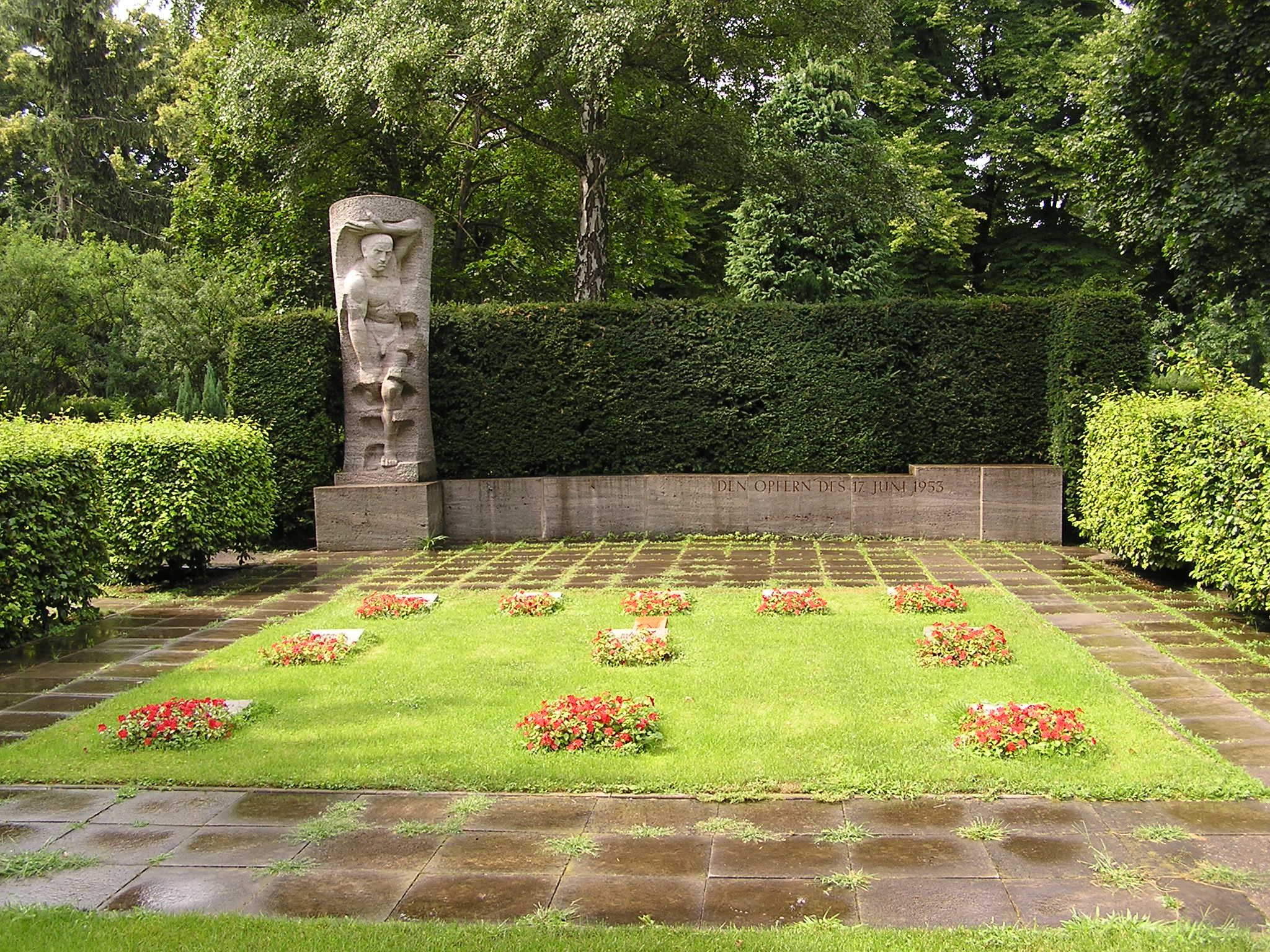
Mémorial aux victimes de la répression.

Parce que, dans un entretien au journal du régime Neues Deutschland daté du 30 juin 1953, le ministre de la Justice Max Fechner s'oppose à des poursuites judiciaires contre les grévistes, il est dès lors considéré comme ennemi de l'État, démis de ses fonctions, exclu de la SED, arrêté et condamné à huit ans de prison.
Pour échapper à la répression, la fuite s'impose à de nombreux Allemands de la RDA. En 1953, près de 300 000 personnes s'enfuient à l'Ouest. Entre 1949 et 1961, sur 19 millions d'habitants, c'est un total de 3 millions qui se sont enfuis, ce qui entraîne finalement la construction du mur de Berlin le 13 août 1961, car les personnes qui choisissent l’exil sont souvent des travailleurs qualifiés dont la RDA a grand besoin pour son économie.
Ces événements coïncident à Moscou avec l'arrestation de Lavrenti Beria. Le 21 juin 1953,, au terme d'un complot ourdi de longue date par Nikita Khrouchtchev et Gueorgui Malenkov, Beria est arrêté en pleine séance du Politburo par le maréchal Georgi Joukov. Il est exécuté en décembre à l'issue d'un procès. La disparition de Beria marque le début de la déstalinisation.
Quarante-deux soldats soviétiques qui avaient refusé de tirer sur la foule sont fusillés.
Pour commémorer l'insurrection, la RFA instaure un nouveau jour férié, le 17 juin, proclamé « jour de l'Unité allemande ». En mémoire de ces événements, une rue du centre de Berlin-Ouest qui traverse le Tiergarten est nommée Straße des 17. Juni (rue du 17-Juin).